# إريك غوتنبرغ
إريك غوتنبرغ (بالألمانية: Erich Gutenberg) (و. 1897 – 1984 م) هو اقتصادي، وأستاذ جامعي، وكاتب ألماني، ولد في هرفورد، كان عضوًا في الحزب النازي، كان عضوًا في كتيبة العاصفة، توفي في كولونيا، عن عمر يناهز 87 عاماً.

## التعليم
تعلم في جامعة هاله
.

## جوائز
حصل على جوائز منها:

وسام صليب القائد من رتبة استحقاق من جمهورية ألمانيا الاتحادية (1968)